# مفاعل الماء المضغوط
ويسمى أيضاً اختصاراً م.م.مضغوط (مفاعل ماء مضغوط)، Pressurized Water Reactor) PWR). وهو من فئة مفاعلات الماء الخفيف (م.م.خ. تصنيف:مفاعل الماء الخفيف - الجيل الثاني)،Light Water Reactor) LWR) التي تستخدم الماء الخفيف (العادي).

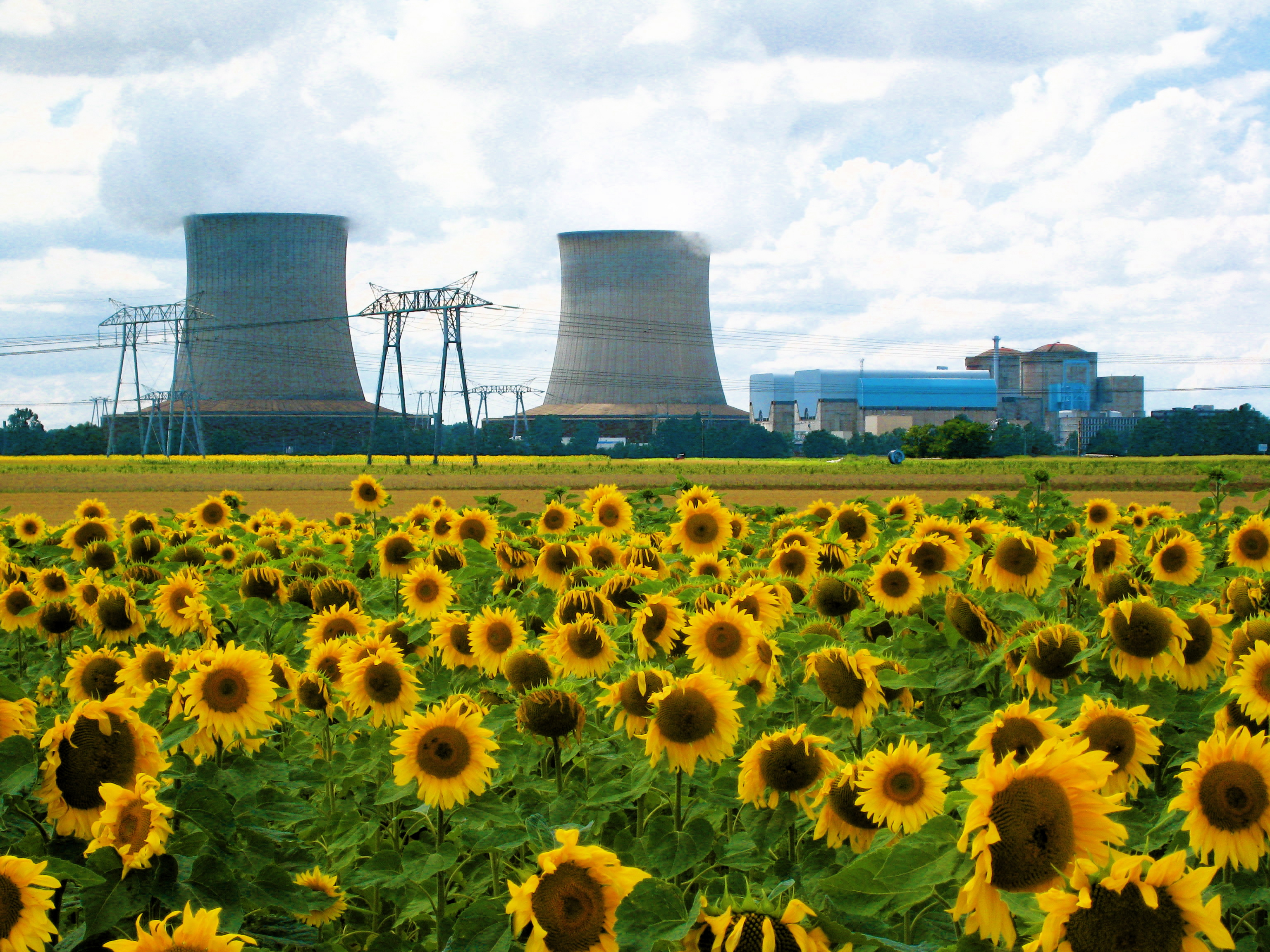
محطة إنتاج القدرة الكهربائية في Saint-Laurent ب فرنسا (Loir-et-Cher) وهي تتكون من مفاعلي ماء مضغوط بقدرة إجمالية تبلغ 1830MW (ميغاواط).

يختلف مفاعل الماء المضغوط عن مفاعل الماء المغلي من حيث أن مفاعل الماء المغلي له دائرة واحدة للماء والبخار من خزان الضغط للمفاعل إلى التوربينات بينما يجري ذلك في مفاعل الماء المضغوط في دائرتين. الدائرة الأولية هي دائرة المفاعل وهي عالية الشوائب المشعة حيث يلامس ماء التبريد وحدات الوقود النووي مباشرة. وتلتقي الدائرة الأولية خارج خزان المفاعل مع الدائرة الثانوية عند طريق مبادلات حرارية فيكون البخار الذي يدير التوربينات تقريبا خاليا من الشوائب المشعة. يدير بخار الماء ذو ضغط عال التوربينات التي تدير مولدات ضخمة تنتج التيار الكهربائي. وفي معظم أنحاء العالم تغلب مفاعلات الماء المضغوط
لإنتاج القدرة الكهربائية.

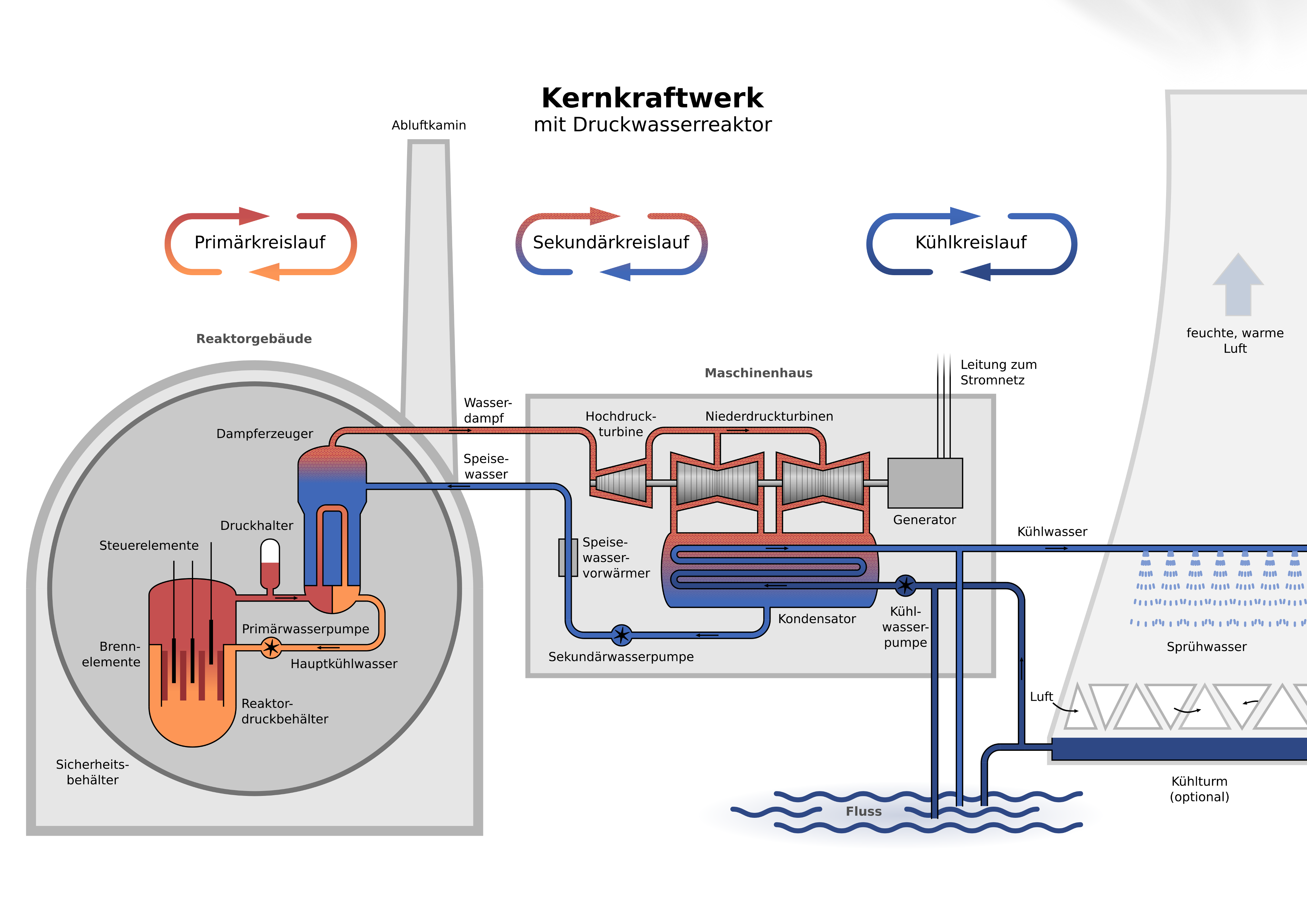
مكونات المفاعل: خزان ضغط المفاعل والمبدل الحراري داخل مبنى المفاعل (كروي)، وتخرج أنابيب البخار لتشغيل التوربينات، والمولد الكهربائي. يعود البخار بعد المكثف (أزرق) إلى المبدل الحراري لتكوين بخار من جديد.

رسم توضيحي لمكونات مفاعل الماء المضغوط في الدارة الأولية: مبنى المفاعل (إلى اليمين) والمفاعل مع مبادلين حراريين لتوليد البخار(يسار)

طبقا لمعلومات الهيئة الدولية للطاقة الذرية توجد 279 من مفاعلات الماء المضغوط في العالم (بواقع عام 2015) .ويشكل إنتاج مفاعلات الماء المضغوط في العالم نحو 68% من إنتاج الكهرباء من جميع أنواع المفاعلات النووية، فهي تمثل أغلب المفاعلات النووية لإنتاج الكهرباء. 

## آلية العمل
في الدارة الأولية، يُضغط الماء بواسطة ضاغط حتى يصل إلى ضغط حوالي MPa 15.5 ميجا باسكال
ويدخل حاوية الضغط للمفاعل من أعلى ويسري في الداخل بين جدار الحاوية وقلب المفاعل ليصل إلى أسفل، حيث يوزَّع على القلب ويُضخ صعوداً خلال القلب الذي يحتوي على وحدات الوقود النووي ليخرج بعدها من أعلاها. تكون درجة حرارته عند الدخول حوالي 290 درجة مئوية (سيلزية C) وتبلغ 325 درجة تقريباً عند الخروج. بخلاف مفاعل الماء المغلي، يلاحظ أن عملية ضغط الماء في الدارة الأولية تمنع الماء من الغليان في قلب المفاعل.
يتم التحكم في سير التفاعلات النووية وبالتالي في إنتاج الطاقة الكهربائية بواسطة قضبان التحكم التي تزج بين وحدات الوقود، وتقوم هذه القضبان بتهدئة التفاعلات عن طريق امتصاصها للنيوترونات البطيئة الزائدة. ويتم التحكم في معدل التفاعلات من خلال خفض أو رفع قضبان التحكم في قلب المفاعل.
عند خروج الماء الساخن من قلب المفاعل يدخل في مبادل حراري في الدارة الثانوية حيث يسخن الماء تحت ضغط أقل منه في الدارة الأولية مولداً بخاراً ذو ضغط عال، الذي يوجه إلى زعانف توربين بخاري فيدور التوربين. ويتصل التوربين على محوره بمولد كهربائي ضخم فتتولد الطاقة الكهربائية. وتبلغ قدرة مفاعلات الماء المضغوط الحديثة بين 900 إلى 1.100 ميجاوات كهرباء (إذا كانت كفاءة إنتاج الكهرباء 40% من البخار الساخن، تكون القدرة الحرارية لمفاعل نووي واحد مثلا 900 * 100/40 = 2250 ميجاواط حراري، أنظر كفاءة حرارية ).

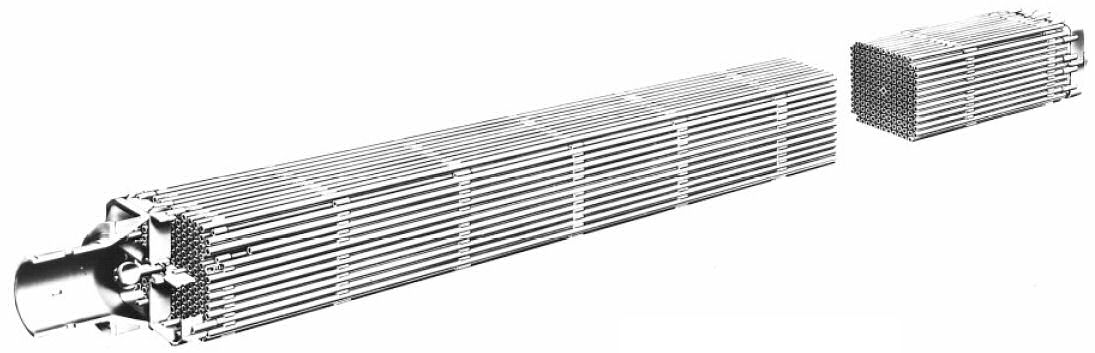
وحدة وقود نووي للمفاعل السفينة النووية الأمريكية Savannah وبها قضبان الوقود النووي

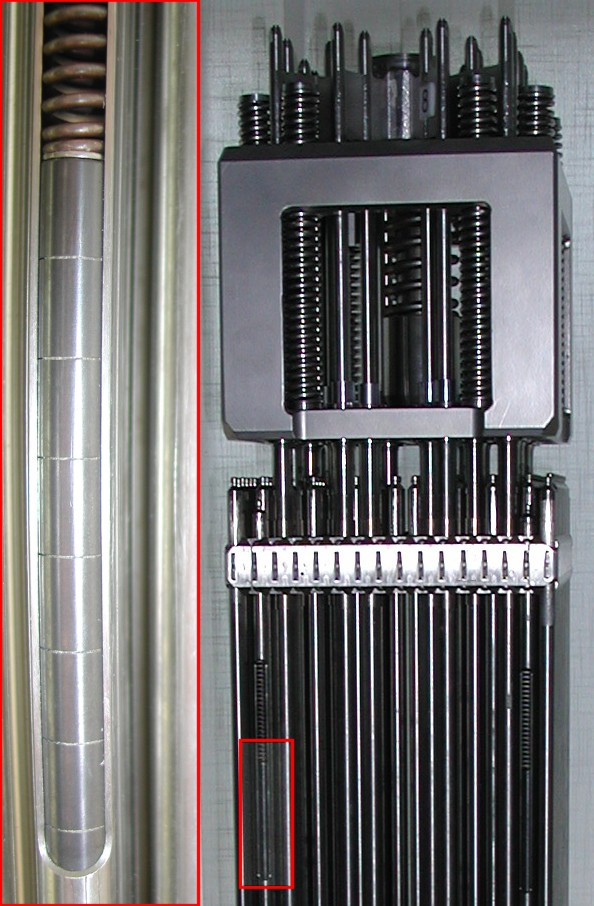
أحد طرفي وحدة الوقود النووي ، وترى قضبان الوقود المحتوية على أقراص اليورانيوم (يسار) ، وقضبان التحكم.

بعد خروج بخار الماء من التوربين يمر في مكثف حيث يعاد إلى الحالة السائلة ومنه إلى المبادل الحراري لتغذيته بالماء وهكذا، (اقرأ بالتفصيل عن المفاعل الروسي ڤي ڤي إي آر (VVER).)

## الوقود النووي وإنتاج الطاقة
تتألف البنية الأساسية لقلب المفاعل من مصفوفة وحدات وقود نووي بقياس 20cm x 20cm x 4m  وتحتوي الوحدة غالباً على17x17 قضيبا من أكسيد اليورانيوم {\displaystyle UO_{2}} المغلف بأنبوب من سبيكة الزركونيوم (Zircaloy [الفرنسية]) بقطر حوالي 0و1 سنتيمتر ويكون أكسيد اليورانيوم داخلها في شكل أقراص اسطوانية صغيرة. تتراوح نسبة تخصيب اليورانيوم فيها من 5و2% إلى 4{\displaystyle \%} (في الغالب 7و3% يورانيوم-235).
يتراوح عدد وحدات الوقود بين 190 إلى 240 في قلب مفاعل كبير، وتحتوي على 90.000 إلى 125.000 كيلوجرام من ال {\displaystyle UO_{2}}. ويشكل قلب المفاعل في هيئة مصفوف اسطواني يبلغ قطره 3,5 أمتار بارتفاع يتراوح بين 3,5 إلى 4 أمتار.
وكل وحدة من وحدات الوقود يتخللها عدد من قضبان التحكم تمتص النيوترونات الزائدة.

## اقرأ أيضا
| - مفاعل نووي - مفاعل ثابت 1 - تفاعل نووي - وقود نووي - مفاعل ماجنوكس - مفاعل نووي للأبحاث - مفاعل ماء خفيف - مفاعل الحرارة العالية - المفاعل الروسي ڤي ڤي إي آر (VVER) - مفاعل بتبريد غازي تقدمي - مفاعل كاندو - مفاعل الماء المغلي - مفاعل استنسال سريع | - مفاعل سريع بتبريد الرصاص - مفاعل ملح منصهر - مفاعل بتبريد غازي تقدمي - قائمة الحوادث النووية المدنية - سلاح نووي - تقنية نووية - مفاعل الماء الثقيل المضغوط - معدل استهلاك - معامل الفجوات - حفرة اليود - بي سي إم - مفاعل غوندريمنغن |  |